# Sylvain Lévi
Sylvain Lévi (Paris, 28 de março de 1863 – 30 de outubro de 1935, Paris) foi um orientalista e indólogo.
Nascido em Paris, seu livro Théâtre Indien é um importante trabalho sobre o assunto. Lévi também conduziu algumas das primeiras análises de fragmentos tocarianos descobertos no leste do Turquistão.
Ele foi também um dos primeiros oponentes do autor tradicionalista René Guénon, citando a crença acrítica deste em uma "filosofia perene", ou seja, uma verdade primordial revelada diretamente à humanidade primitiva, baseada numa visão extremamente reducionista do hinduísmo, que foi o assunto do primeiro livro de Guénon, L'Introduction générale a l'étude des doctrines hindoues, que fora na realidade uma tese entregue à Lévi em Sorbonne, e rejeitada. 

## Obras
- Le Théâtre Indien, Deuxième tirage, 1963, Publié à l'occasion du centenaire de la naissance de Sylvain Lévi, Bibliothèque de l'Ecole des Hautes Etudes, IVe section, 83e Fascicule, Paris, Distributeur exclusif: Librairie Honoré Champion.
- Lévi, S. 1898. La doctrine du sacrifice dans les Brâhmanas, Paris : Ernest Leroux, Bibliothèque de l’École des Hautes Études-Sciences religieuses [= BÉHÉ-SR], vol. 11.
- Lévi, S. 1966. Id., avec une préface de L. Renou, 2e éd., Paris : Presses Universitaires de France, BÉHÉ-SR, vol. 73.
- Lévi, S. 2003. Id., réimpr. de Lévi 1966, avec une postface inédite de Ch. Malamoud, Brepols : Turnhout, BÉHÉ-SR, vol. 118.
- Asvaghosa, le sutralamkara et ses sources, S. Lévi, JA, 1908, 12, p. 57-193
- Autour d'Asvaghosa, Sylvain Lévi, JA, Oc-Déc. 1929, p. 281-283
- Kanishka et Satavahana, Sylvain Lévi, JA, Jan-Mars 1936, p. 103-107
- Le Bouddhisme et les Grecs, S. Lévi, R.H.R. 23 (1891), p. 37
- L'énigme des 256 nuits d'Asoka, Sylvain Lévi, JA 1948, p. 143-153
- Les études orientales, par Sylvain Lévi, Annales du musée Guimet numéro 36, Hachette 1911, ANU DS1.P32.t36
- Les grands hommes dans l'histoire de l'Inde, par Sylvain Lévi, Annales du musée Guimet numéro 40, Hachette 1913, ANU A DS1.P32.t40
- Les seize Arhats protecteurs de la loi, Sylvain Lévi et Édouard Chavannes, JA 1916, vol. II, p. 204-275
- Le sutra du sage et du fou, Sylvain Lévi, JA, Oc-Déc. 1925, p. 320-326, ANU pBL1411.A82.L4
- L'inde civilisatrice, aperçu historique, S. Lévi, Paris 1938
- L'Inde et le Monde, par Sylvain Lévi, Honoré Champion 1926, ANU G B131.L4
- Madhyantavibhangatika, tr. S. Lévi ?, ANU BQ2965.Y3
- Mahayanasutralamkara, exposé de la doctrine du Grand Véhicule selon le système Yogachara, tr. française Sylvain Lévi, Librairie Honoré Champion, 5 Quai Malaquais, Paris 1911, réimpression Rinsen Book Co. Kyoto 1983 (ISBN 4-653-00951-1) ANU BQ3002.L48.1983.t2
- Maitreya, le consolateur, S. Lévi, Mélanges Linossier, II, pp. 362-3 & pp. 355-402
- Matériaux pour l'étude du système Vijnaptimatra, Sylvain Lévi, Paris Chanmpion 1932
- Nairatmyapariprccha, Sylvain Lévi, JA, Oct-Déc. 1928, p. 209-215
- Notes indiennes, Sylvain Lévi, JA, Janv. Mars 1925, p. 26-35
- Notes sur les manuscrits sanscrits provenant de Bamiyan et de Gilgit, S. Lévi
- Observations sur une langue précanonique du bouddhisme, S. Lévi, JA Nov-Déc. 1912, p. 511
- Sur la récitation primitive des textes bouddhiques, Sylvain Lévi, JA, Mai-Juin 1915, p. 401-407
- Une langue précanonique du bouddhisme, S. Lévi, JA 1912, p. 495-514
- Vijnaptimatratasiddhi, Sylvain Lévi, Paris 1925, ANU AA BL1405.B8
- Vimsika-Vimsatika de Vasubandhu, tr. S. Lévi, Bibliothèque de l'École des Hautes Etudes fascicule 245-1925 et 260-1932 Paris